# Narek Sargsyan

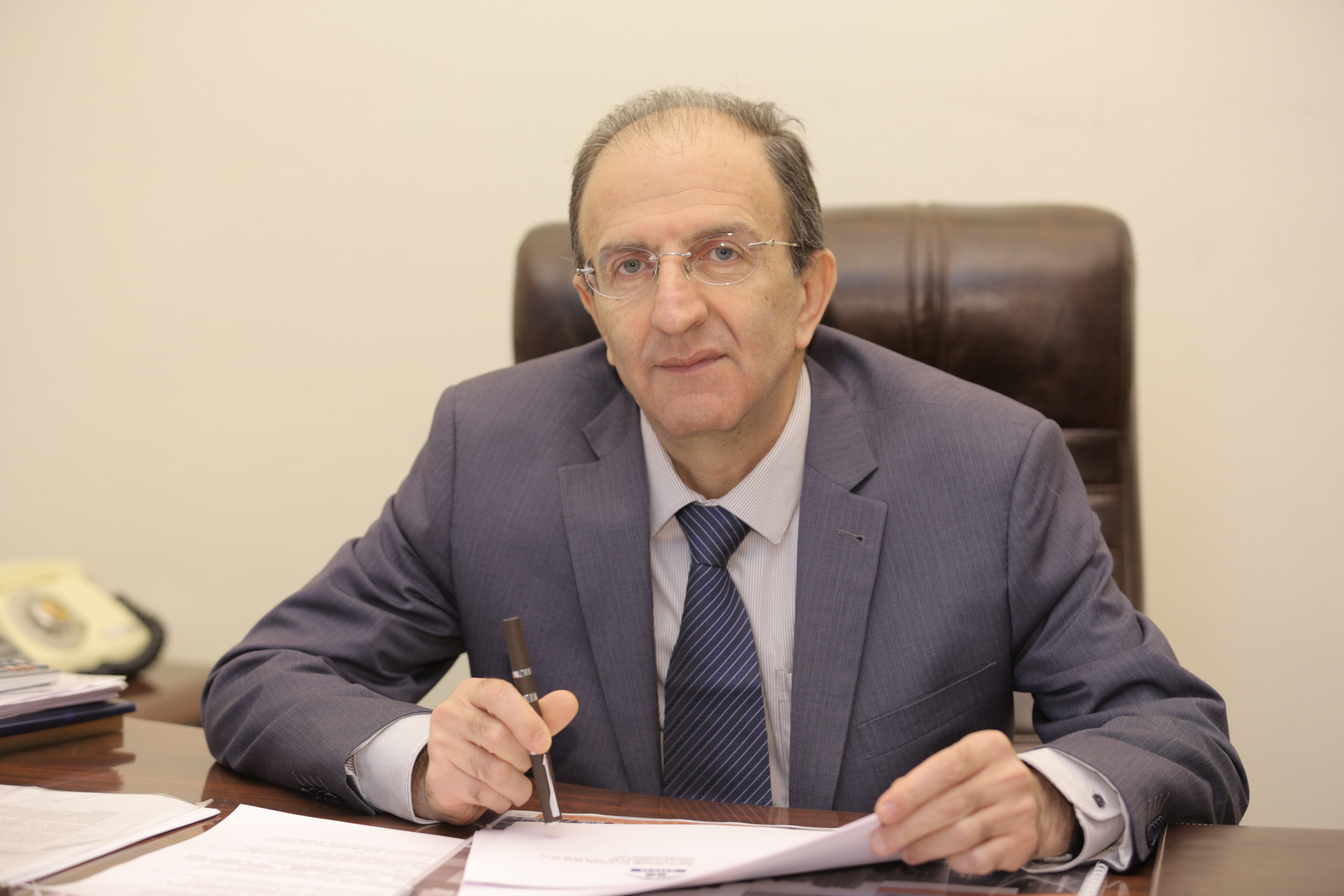

Narek (Napoleon) Sargsyan (Jermuk, 1º gennaio 1959) è un architetto armeno, Ministro dello Sviluppo Urbano dell’Armenia dal 2014 al 2016.

## Biografia
Narek Sargsyan (Նարեկ Սարգսյան in armeno) è nato nel 1959 a Jermuk. Nel 1975 ha completato i suoi studi inferiori presso la scuola n. 1 di Jermuk. Si è diplomato alla Scuola di Musica di Jermuk. Si è laureato nella Facoltà di Architettura dell'Istituto Politecnico di Erevan nel 1980. Nel 1993 ha completato i corsi di specializzazione in “Architettura Antisismica” a Marsiglia (Francia).
È sposato con due figli.

## Carriera
È conosciuto per sue opere (incluso il Viale Nord di Yerevan) nonché per le sue scelte di modernizzazione dei vecchi quartieri di Yerevan. Ha vinto numerosi concorsi e è autore di numerose ricerche.
Ha operato quale Capo Architetto di Yerevan dal 1999 al 2004 e dal 2011 al 2014.
Dal 2014 al 2016 è stato il Ministro dello Sviluppo Urbano dell'Armenia.